# Morales (Guatemala)
Morales è un comune del Guatemala facente parte del dipartimento di Izabal.